# Eliminacje do Mistrzostw Europy w Piłce Nożnej 2012/Baraże
Reprezentacja z najlepszym bilansem spośród drużyn, które w swoich grupach zajęły drugie miejsca awansowała bezpośrednio do turnieju głównego. Reprezentacje grające w grupach sześciozespołowych miały odliczony bilans meczów z najsłabszym przeciwnikiem. Najlepszą drużyną po dokonaniu bilansu okazała się Szwecja, pozostali wicemistrzowie grup o awans musieli zagrać w barażach.
| Grupa | Zespół               | M | W | R | P | G+ | G- | +/− | Pkt | Drużyna z 6 miejsca |
| ----- | -------------------- | - | - | - | - | -- | -- | --- | --- | ------------------- |
| E     | Szwecja              |   | 6 | 0 | 2 | 20 | 11 | +9  | 18  | San Marino          |
| H     | Portugalia           |   | 5 | 1 | 2 | 14 | 7  | +7  | 16  | –                   |
| F     | Chorwacja            |   | 5 | 1 | 2 | 12 | 6  | +6  | 16  | Malta               |
| B     | Irlandia             |   | 4 | 3 | 1 | 10 | 6  | +4  | 15  | Andora              |
| D     | Bośnia i Hercegowina |   | 4 | 2 | 2 | 9  | 8  | +1  | 14  | Luksemburg          |
| I     | Czechy               |   | 4 | 1 | 3 | 12 | 8  | +4  | 13  | –                   |
| C     | Estonia              |   | 4 | 1 | 3 | 13 | 10 | +3  | 13  | Wyspy Owcze         |
| G     | Czarnogóra           |   | 3 | 3 | 2 | 7  | 7  | 0   | 12  | –                   |
| A     | Turcja               |   | 3 | 2 | 3 | 8  | 10 | -2  | 11  | Kazachstan          |

Stan po zakończeniu eliminacji

## Losowanie
Ośmioro uczestników baraży został pogrupowanych w cztery pary poprzez losowanie. Koszyki, w których znalazły się rozlosowywane drużyny, zostały ustalone na podstawie rankingu UEFA z października 2011. Zwycięzcy par barażowych awansują do ME.
Losowanie par barażowych odbyło się w Krakowie 13 października 2011 roku o godzinie 13:00. Gościem specjalnym ceremonii był trzykrotny zdobywca Złotej Piłki, a obecnie prezydent UEFA, Michel Platini. Ceremonia odbyła się po raz pierwszy poza siedzibą UEFA.

### Podział na koszyki
(w nawiasie współczynnik)
Koszyk A:  Chorwacja (32 723),  Portugalia (31 202),  Irlandia (28 203),  Czechy (27 982)

Koszyk B:  Turcja (27 601),  Bośnia i Hercegowina (27 199),  Czarnogóra (21 876),  Estonia (20 355)

## Mecze
| Drużyna 1                            | Wynik dwumeczu | Drużyna 2  | Pierwszy mecz | Drugi mecz |
| ------------------------------------ | -------------- | ---------- | ------------- | ---------- |
| Turcja                               | 0:3            | Chorwacja  | 0:3           | 0:0        |
| Estonia                              | 1:5            | Irlandia   | 0:4           | 1:1        |
| Czechy                               | 3:0            | Czarnogóra | 2:0           | 1:0        |
| Bośnia i Hercegowina                 | 2:6            | Portugalia | 0:0           | 2:6        |
| Po lewej gospodarz pierwszego meczu. |                |            |               |            |

| 11 listopada 2011 21:05 CET | Turcja | 0:3(0:2)Raport | Chorwacja · 2' Olić · 32' Mandžukić · 51' Ćorluka | Türk Telekom Arena, Stambuł Widzów: 42 863 Sędzia: Felix Brych |
|                             |        |                |                                                   |                                                                |

| 15 listopada 2011 20:05 CET | Chorwacja | 0:0Raport | Turcja | Maksimir, Zagrzeb Widzów: 26 371 Sędzia: Pedro Proença |
|                             |           |           |        |                                                        |

| 11 listopada 2011 20:45 CET | Estonia | 0:4(0:1)Raport | Irlandia · 13' Andrews · 67' Walters · 71', 88' (k) Keane | A. Le Coq Arena, Tallinn Widzów: 9692 Sędzia: Viktor Kassai |
|                             |         |                |                                                           |                                                             |

| 15 listopada 2011 20:45 CET | Irlandia · Ward 32' | 1:1(1:0)Raport | Estonia · 56' Vassiljev | Aviva Stadium, Dublin Widzów: 51 151 Sędzia: Björn Kuipers |
|                             |                     |                |                         |                                                            |

| 11 listopada 2011 20:15 CET | Czechy · Pilař 63' · Sivok 90+2' | 2:0(0:0)Raport | Czarnogóra | Generali Arena, Praga Widzów: 14 560 Sędzia: Martin Atkinson |
|                             |                                  |                |            |                                                              |

| 15 listopada 2011 20:15 CET | Czarnogóra | 0:1(0:0)Raport | Czechy · 81' Jiráček | Stadion Pod Goricom, Podgorica Widzów: 10 100 Sędzia: Nicola Rizzoli |
|                             |            |                |                      |                                                                      |

| 11 listopada 2011 20:00 CET | Bośnia i Hercegowina | 0:0Raport | Portugalia | Bilino Polje, Zenica Widzów: 12 352 Sędzia: Howard Webb |
|                             |                      |           |            |                                                         |

| 15 listopada 2011 22:00 CET | Portugalia · Ronaldo 8', 53' · Nani 24' · Postiga 72', 82' · Veloso 80' | 6:2(2:1)Report | Bośnia i Hercegowina · 41' (k) Misimović · 65' Spahić | Estádio da Luz, Lizbona Widzów: 47 728 Sędzia: Wolfgang Stark |
|                             |                                                                         |                |                                                       |                                                               |